# Hilaire Fettes
Hilaire Fettes (* 1. März 1898 in Luxemburg; † 31. Dezember 1971) war ein luxemburgischer Ringer.
Fettes nahm an den Olympischen Spielen 1924 in Paris teil, schied jedoch im Vorkampf der Wettbewerbe im griechisch-römischen Stil aus, als er dem Tschechen František Řezáč unterlag. Seine Kampfklasse war das Federgewicht.